# Α-グルクロニダーゼ
α-グルクロニダーゼ(Alpha-glucuronidase、EC 3.2.1.139)は、以下の化学反応を触媒する酵素である。
α-D-グルクロノシド + 水{\displaystyle \rightleftharpoons }アルコール + D-グルクロン酸
従って、この酵素の基質はα-D-グルクロノシドと水の2つ、生成物はアルコールとD-グルクロン酸である。
この酵素は加水分解酵素、特にO-及びS-グリコシル化合物加水分解酵素に分類される。系統名は、α-D-グルコシドウロン酸 グルクロノヒドロラーゼ(alpha-D-glucosiduronate glucuronohydrolase)である。他に、alpha-glucosiduronase等とも呼ばれる。

## 構造
2007年末時点で、13個の構造が解明されている。蛋白質構造データバンクのコードは、1GQI、1GQJ、1GQK、1GQL、1H41、1K9D、1K9E、1K9F、1L8N、1MQP、1MQQ、1MQR、1VJTである。